# Papuaphiloscia alba
Papuaphiloscia alba là một loài chân đều trong họ Philosciidae. Loài này được Nunomura miêu tả khoa học năm 2000.